# Karmøy kommun
Karmøy kommun (norska: Karmøy kommune) är en kommun i Rogaland fylke i sydvästra Norge. Kommunens centralort är staden Kopervik.

## Administrativ historik
När Norges kommuner etablerades i form av så kallade formanskapsdistrikt år 1837 fanns inom området ett flertal sådana. Ingen av dess hette dock Karmøy. Den nuvarande kommunen kom i stället att bildas den 1 januari 1965 genom sammanläggning av kommunerna Kopervik, Skudenes, Skudeneshamn, Stangaland och Åkra, samt delar av kommunerna Avaldsnes och Torvastad.

## Tätorter
I Karmøy kommun finns åtta tätorter:
- Avaldsnes
- Ferkingstad
- Haugesund (del av)
- Kopervik (centralort)
- Sandve
- Skre (del av)
- Skudeneshavn
- Åkrehamn

Orterna Visnes och Vårå (Våre) har tidigare räknats som tätorter men uppfyller inte längre kriterierna, medan orterna Eike, Veavågen och Vormedal numera räknas som delar av tätorterna Skre, Kopervik respektive Haugesund. Den tidigare tätorten Åkrehamn/Veavågen är numera uppdelad mellan en separat tätort (Åkrehamn) respektive en del av tätorten Kopervik.

## Socknar
Inom Norska kyrkan är Karmøy kommun indelad i åtta socknar:
- Avaldsnes socken
- Falnes socken
- Ferkingstads socken
- Koperviks socken
- Norheims socken
- Torvastads socken
- Veavågens socken
- Åkra socken

Socknarna ingår i Karmøy prosteri i Stavangers stift.

## Fornminnen
Gravfältet Blodheia (även kallat Reheia) ligger i Karmøy kommun.

## Bilder

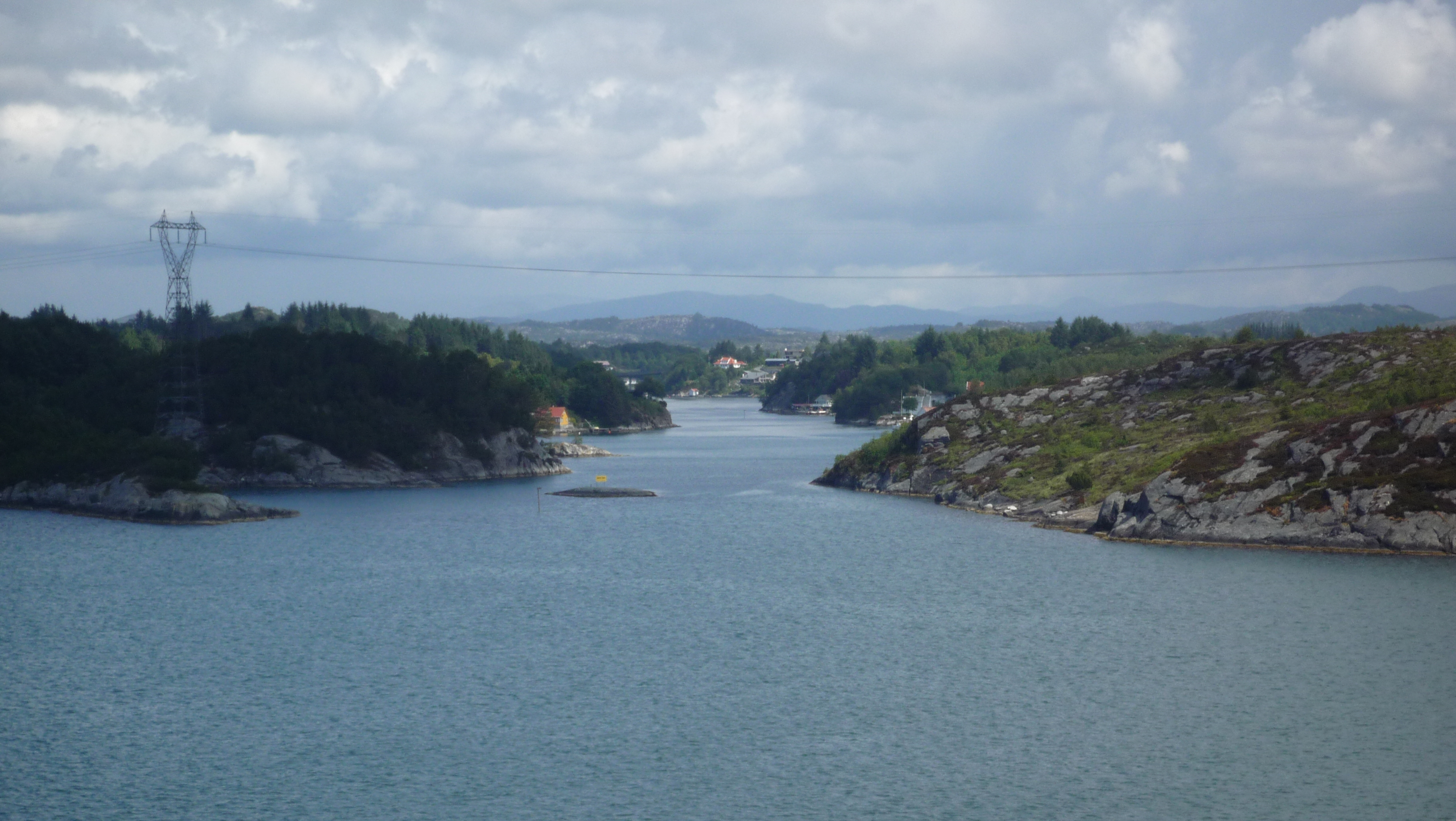
Låvesundet sett från Karmsundet.
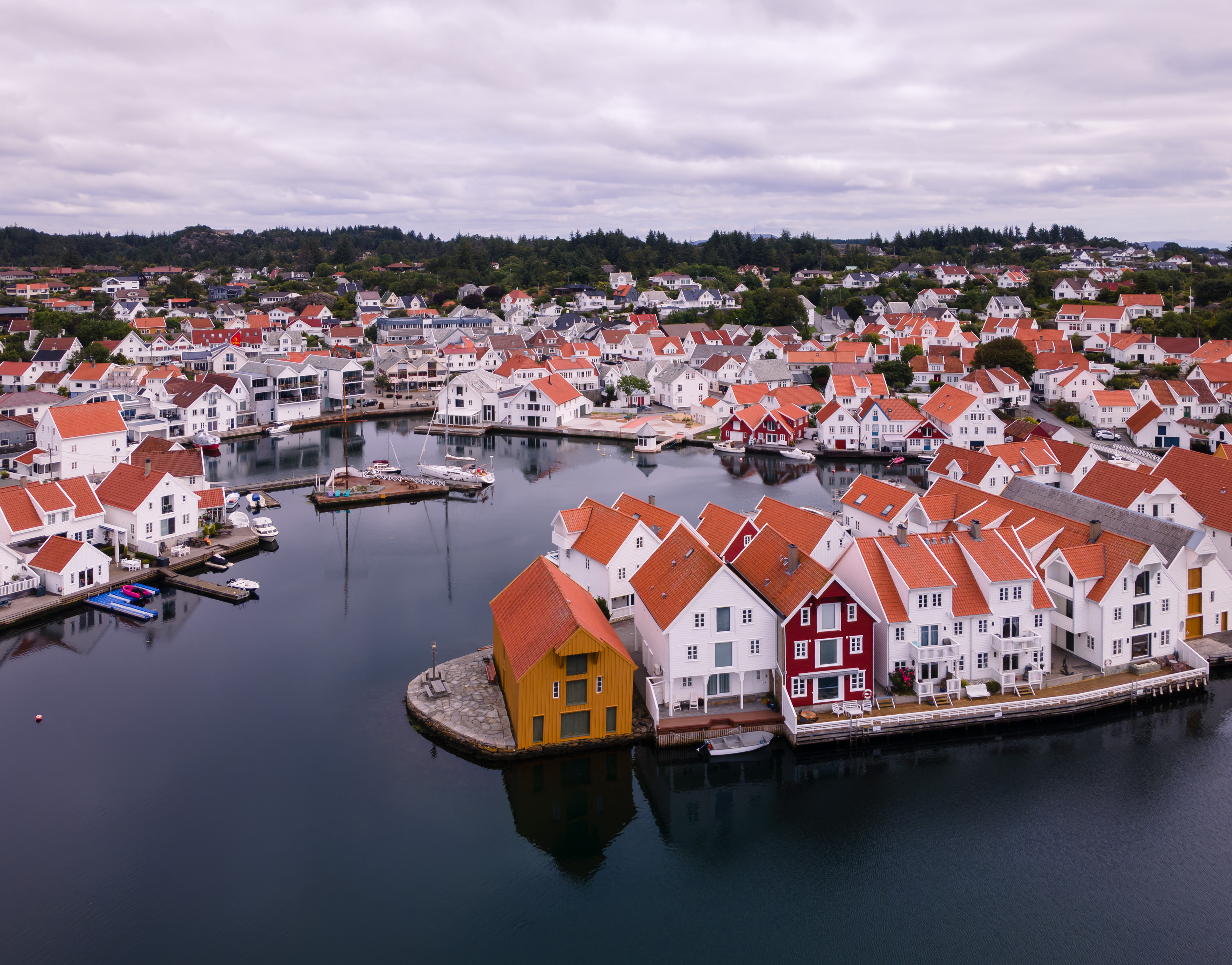
Skudeneshamn.

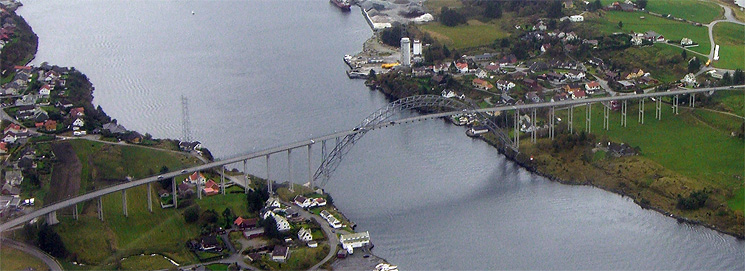
Karmsundsbron över Karmsundet.